# استازولامید
استازولامید (به نام تجاری Diamox) یک دیورتیک و از مشتقات سولفونامیدها می‌باشند.
استفاده استازولامید در ارتفاع در مسابقات ورزشی دوپینگ حتمی خواهد بود در حال حاضر، WADA به خاطر تأثیر مدّر بودن، آن را در دسته داروهای پوشاننده قرار داده و آن را ممنوع اعلام کرده‌است.

## موارد مصرف
قبلاً در درمان افزایش فشارخون نیز استفاده می‌شد ولی اکنون بیشتر در درمان گلوکوم، قلیایی کردن ادرار برای جلوگیری از رسوب سیستئین و اسید اوریک، تشنج میوکلونیک و پیشگیری و درمان بیماری صعود سریع به ارتفاعات مصرف می‌شود.استازولامید=دیورتیک مناسب برای سعود سریع به ارتفاعات(مهیم)

## موارد منع مصرف
استازولامید در صورت حساسیت مفرط به دارو، هیپوناترمی یا هیپوکالمی، اختلالات کلیوی یا کبدی، نارسایی غده آدرنال و اسیدوز هیپرکلرمیک منع مصرف کامل دارد.
در افراد دیابتی، و افراد مبتلا به COPD , آمفیزم نیز مصرف استازولامید باید با احتیاط همراه باشد

## نحوهٔ اثر
استازولامید مهارکننده آنزیم کربنیک آنهیدراز است؛ بنابراین در کلیه موجب دفع بی کربنات (پیشگیری از آلکالوز متابولیک)، افزایش ادرار و افزایش جبرانی تنفس برای پیشگیری از اسیدوز متابولیک می‌شود.

## عوارض جانبی
افزایش حجم ادرار (دیورز)، کرختی، مور مور شدن و تغییر حسی (پارستزی) به خصوص در دستها و پاها و نواحی تحت فشار، خواب آلودگی، هیپرآمونمی، مصرف نوشیدنی‌های کربن‌دار ممکن است بی‌مزه به نظر برسد، تهوع، عدم تعادل الکترولیتی

## اشکال دارویی
قرص، آمپول